# Корнелия Нинова
Корнелия Петрова Нинова е български политик от Българската социалистическа партия (БСП) от 2005 до 2024 година и лидер на Непокорна България от април 2025 година.
През 2005 – 2007 година е заместник-министър на икономиката и енергетиката в правителството на Сергей Станишев, а между 2009 и 2024 година е избирана без прекъсване за народен представител. Председател е на БСП от 8 май 2016 година. През 2021 – 2022 година е заместник министър-председател и министър на икономиката и индустрията в правителството на Кирил Петков. След слабото представяне на парламентарните избори през юни 2024 година, Нинова подава оставка като лидер на партията, а на 1 септември е изключена от БСП. След напускане на БСП, на 27 април 2025 учредява партията Непокорна България.

## Биография

### Образование и юридическа кариера
Корнелия Нинова е родена на 16 януари 1969 г. в село Крушовица, Оряховско. Завършва с отличие Националната гимназия за древни езици и култури (НГДЕК) в София.
Дипломира се в Юридическия факултет на СУ „Св. Климент Охридски“ отново с пълно отличие. През 1995 г. работи в Софийския градски съд като стажант-съдия, а в периода 1995 – 1996 г. е юрисконсулт в Столична община.
От 1996 до 1997 г. е следовател в столичната следствена служба. В периода март-август 1997 г. е юрисконсулт на БТК.

### При правителството на ОДС
Между 1997 и 2005 г. Нинова е изпълнителен директор на „Техноимпекс“ АД. Назначена е на тази длъжност при правителството на ОДС. Същевременно е назначена и на поста председател на съвета на директорите на „Техноимпортекспорт“. „Техноимпекс“ и „Техноимпортекспорт“ са външнотърговски дружества, предвидени за приватизиране, като впоследствие Нинова оглавява и приватизационния екип, отговарящ за първото дружество. На 28-годишна възраст Нинова участва с още 27 души в дружеството, приватизирало „Техноимпекс“. Петър Жотев, министър на икономиката и енергетиката при Иван Костов, твърди, че премиерът лично му е спуснал кандидатурата на Нинова „като тьмносиня“.[неблагонадежден източник]

### При правителството на Симеон Сакскобугготски
При правителството на Симеон Сакскобугготски тя продължава да е изпълнителен директор на приватизираното дружество „Техноимпекс“. През 2003 г. Нинова се преориентира политически и става член на БСП.

### В правителството на Сергей Станишев
От септември 2005 г. до март 2007 г. Нинова е зам. министър на икономиката и енергетиката по външноикономическата политика. Тя отговаря и за Държавна агенция „Държавен резерв и военновременни запаси“, търговията с оръжия и офсетните споразумения, свързани с доставки на армията. Нинова става председател на Управителния съвет и на две стратегически предприятия – Международен панаир Пловдив и на „Булгартабак Холдинг“ АД.

### Парламентарна дейност
През 2009 г. е избрана за депутат от БСП в XLI НС. Избрана е за народен представител и в XLII, XLIII, XLIV, XLV, XLVI и XLVII народно събрание, като от последното е избрана за министър на икономиката в правителството на Кирил Петков. Избрана за народен представител и в XLVIII народно събрание.

## Критики и противоречия

### Съмнения за злоупотреби
В началото на май 2007 г. се разкриват големи злоупотреби в „Топлофикация“ – София. За дружеството отговаря Министерството на икономиката и енергетиката. Следствието започва разследване на Валентин Димитров (Вальо Топлото), тогавашен шеф на дружеството. Оказва се, че следователката, която води следствието – Татяна Шарланджиева е приятелка на зам-министъра Нинова, още от времето, когато Нинова е работила в следствието. Според събрани от прокуратурата със СРС записи, Нинова е въздействала на следователката Шарланджиева да „пази“ бизнесмена Красимир Георгиев (Фронтиер) от наказателно преследване по делото „Топлофикация“.
Красимир Георгиев е състудент на тогавашния министър на икономиката и енергетиката, Румен Овчаров, и бивш съдружник на съпругата му, както и участник в едноименен олигархичен кръг, свързан с енергетиката и гравитиращ около БСП. В процеса на следствието се разбира, че е замесен и министър Румен Овчаров.
Нинова е отстранена с решение на премиера Сергей Станишев от поста на заместник-министър през май 2007 г. Заедно с нея е уволнен и колегата ѝ от кабинета, Делян Пеевски, заради скандал с изнудване в управлявания формално от Нинова „Булгартабак Холдинг“ АД. Нинова твърди, че са я замесили в скандалите с „Топлофикация“ и „Булгартабак“, защото не е удовлетворила икономически интереси на тогавашния директор на Националното следствие Ангел Александров, близък до ДПС.
Въпреки че е освободена от МС, Нинова е избрана след това във Висшия съвет на БСП и става негов говорител. Тя остава и в ръководствата на Пловдивския панаир и „Булгартабак“ до тяхната приватизация през 2009 г.

### Прокремълска и антинатовска активност
През юни 2016 г. в Москва се провежда форум на управляващата путинистка партия „Единна Русия“, на който присъства Корнелия Нинова. Малко по-късно Институтът за стратегически изследвания, ръководен от руския генерал от разузнаването Леонид Решетников, поръчва социологическо изследване за предстоящите президентски избори в България, което търси профила на бъдещия кандидат на БСП. След спечелените от генерал Румен Радев, като кандидат на БСП президентски избори, Решетников обявява, че предварително е одобрил неговата кандидатура на своя среща с Нинова. След поредица от взаимни обвинения в лъжа, накрая и двамата се съгласяват, че среща е имало и че името на Румен Радев е било споменато на нея. Впоследствие Решетников дава серия от интервюта, в които изразява надежда новият президент на България да преориентира страната от Запада към Русия. По-късно на Решетников е наложена забрана да посещава България във връзка с организирана от него шпионска мрежа в страната.
След руското нападение над Украйна през февруари 2022 година, въпреки водената от Руската федерация агресивна политика, под ръководството на Нинова, която е и вицепремиер в правителството на Кирил Петков, партията заема твърда позиция против налагането на икономически санкции срещу Русия. Тя е готова да напусне правителството ако се гласува оказване на военна помощ на Украйна. Нинова е и срещу разполагането на съюзни сили на НАТО в страната с оглед на укрепване на източния фланг на организацията, въпреки че България е включена в специален списък на неприятелските страни на Русия, а ЕС единодушно налага тежки санкции на агресора. Нинова е твърдо и против военната подкрепа за Украйна, и така България и Унгария остават единствените държави в ЕС с подобна позиция. В същото време тя изтегля министрите на БСП при гласуване на закупуването на 8 броя изтребители F-16 за българската армия от заседание на МС през юли 2022 година. Това дава повод на някои наблюдатели да я определят като един от лидерите на петата колона на Путинова Русия в България.

### Партийна дейност и противоречиви реформи в БСП
На 8 май 2016 г. е избрана за председател на БСП с 395 гласа срещу 349 гласа за дотогавашния председател Михаил Миков. След като поема поста, Нинова влиза в продължителни конфликти с предишните председатели на партията – Миков и Станишев. Впоследствие Нинова провежда редица системни чистки в БСП, като се освобождава от несъгласните с нейната политика. Тя започва да се разграничава по някои важни въпроси и от Партията на европейските социалисти, чийто лидер е Станишев, както и от президента Радев, чиято кандидатура е прокарала.
След неколкократни тежки загуби на различни избори под нейно ръководство, Нинова на два пъти е принудена формално да подава оставка от поста председател на БСП, след което на практика се оказва, че това са само тактически маневри и тя остава на поста си.
Според председателя на ПЕС Станишев, тя започва фундаментално изменение на същността на БСП, която от социална и интернационалистка се превръща в традиционалистка и патриотарска партия с авторитарен уклон. Според евродепутата от БСП Петър Витанов членовете на БСП са нахъсвани с антиевропейска, националистическа и антиваксърска реторика, като в нея са останали предимно по-възрастни хора или такива с по-крайни левичарски убеждения.
Така според някои анализи, под ръководството на Нинова, БСП от реформирана в края на 20-ти век тоталитарна партия, подкрепила, макар и трудно, европейския и евроатлантическия път на развитие на България, постепенно започва да деградира и да се превръща в партия с умерена антиевропейска и антинатовска насоченост с явен прокремълски уклон.

## Съдебни дела
Корнелия Нинова води няколко дела.  на 29.11.2022 ВКС (Висшият Касационен Съд) се произнася по делото заведено от Нинова срещу Десислава Атанасова и срещу Герб за неимуществени вреди в рамките на 30 000 лева. Делото е за клевета, злоупотреба   и манипулиране на офциални органи. ВКС отсъжда, че Нинова трябва да заплати на Атанасова 2400 лв., а на ГЕРБ – 1716 лв., представляващи разноски за адвокатско възнаграждение за касационното производство. На 28.05.2025 бившият служебен министър Никола Стоянов осъжда на първа инстанция Корнелия Нинова за клевета. Софийски градски съд постановява, че Нинова трябва да заплати 26 000 лева, неимуществени вреди